# الأقيصر (إله)
الأقيصر، أحد أصنام العرب في الجاهلية وكان من أصنام قضاعة ولخم وجذام وعاملة وغطفان حسب ماذكر المؤرخ ياقوت الحموي في معجم البلدان نقلا عن أبو المنذر وقد ذكر الأقيصر في العديد من قصائد شعراء الجاهلية.